# Matthew Collier
| (11739) Bâton-Rouge | 25 septembre 1998 |

Matthew Collier est un astronome américain.

## Biographie
Le Centre des planètes mineures le crédite de la découverte de deux astéroïdes, effectuée dans le courant de l'année 1998 avec la collaboration d'autres astronomes dont Geoff Burks et Walter R. Cooney, Jr..